# Constant Kusters
Constantijn Adrianus Bastiaan (Constant) Kusters (Oosterbeek, 12 december 1970) is een neonazistisch Nederlands politicus. Hij is leider van de Nederlandse Volks-Unie (NVU).
Kusters volgde de grafische opleiding op de LTS. In de vroege jaren negentig was hij lid van de Centrumdemocraten van Hans Janmaat, maar stapte al snel over naar de radicalere CP'86 en was in 1994 bij de gemeenteraadsverkiezingen lijsttrekker van deze partij in Arnhem, maar wist echter geen zetel te bemachtigen. Kusters werd vervolgens in april van dat jaar geroyeerd als CP'86 lid omdat hij persverklaringen had rondgestuurd namens het bestuur zonder het bestuur daarin te kennen. Kusters keerde vervolgens terug naar de Centrumdemocraten.
In 1996 benaderde hij met Eite Homan de oud-voorzitter van de NVU, Joop Glimmerveen, om deze partij te reactiveren. In 2001 verliet Glimmerveen na onenigheid de NVU en werd Kusters voorzitter. Kusters onderhield destijds banden met Duitse neonazi's, hetgeen zich onder meer uit in de aanwezigheid van Duitsers op NVU-demonstraties.

## Ideologie
Op 15 september 2008 had Kusters een interview op de tv-zender Het Gesprek met Theodor Holman, dat door verschillende andere media bij een groter publiek onder de aandacht werd gebracht. Hierin werd onder meer de ideologie van de NVU besproken:
- Hij verklaarde dat zijn politieke voorkeur, indien er niet de mogelijkheid is om NVU te stemmen, bij de SP ligt. Volgens Kusters is het verschil tussen de NVU en de SP enkel dat de NVU 'het eigen volk' op de eerste plaats zet.[5][6] Hij ziet zichzelf niet als nationaalsocialist, maar als 'volkssocialist' c.q. volksnationalist en beschouwt Geert Wilders als een zionist van de Israëlische 'piratenstaat'.[7] Kusters is zelf voorstander  van een tweestatenoplossing.
- Kusters stelde dat de NVU antifascistisch en groot voorstander van de vrijheid van meningsuiting is. Hij hekelde de 'fascistische' militaire acties van de Verenigde Staten tegen Irak en Afghanistan en de mishandelingen door Amerikaanse soldaten in de Abu Ghraib-gevangenis. Ook zei hij Osama bin Laden als een vrijheidsstrijder te zien.[5]
- Hij zei niets tegen buitenlanders te hebben en kan begrip opbrengen voor hun komst, maar hij heeft wel wat tegen het systeem en de politieke stromingen die er voor verantwoordelijk zijn dat immigranten naar Nederland komen. Kusters noemde SP-leider Jan Marijnissen een 'arbeidsverrader' en meende dat de NVU wél uit 'echte socialisten' bestond. Verder zei hij in bepaalde gevallen, zoals 'kinderverkrachting' en 'moordende pedofielen', voor de doodstraf te zijn. Een ander politiek standpunt van de NVU is de bijstandsuitkeringen te verhogen met vijftien procent.

Eind 2013 verscheen Kusters' autobiografie (in eigen beheer uitgegeven), genaamd Het vrije woord laat zich niet vermoorden!
In december 2019 verscheen er een 2Doc-documentaire van Shamira Raphaëla over Constant Kusters, waarin zijn gezinsleven met zijn vrouw en zes kinderen en zijn activisme voor de NVU werd gevolgd.

## Veroordelingen

### 1993
In 1993 trof de politie bij een huiszoeking een pistool in de stofzuiger van Kusters aan. Hij werd daarvoor in 1994 tot een half jaar gevangenisstraf veroordeeld en in hoger beroep in 1995 daarvan vrijgesproken.

### 2000
Na een Rudolf Hess-herdenking op 26 augustus 2000 in Echt vervolgde justitie NVU-demonstranten Kusters, Homan en Krommenhoek wegens het aanzetten tot haat. Dat was naar aanleiding van het verspreiden van een NVU-pamflet. De verspreiding daarvan tijdens een manifestatie met tekstborden, spandoeken en vlaggen met neonazistische teksten en runetekens en waar ook leuzen werden geschreeuwd als ‘Ausländer raus’ 
maakte volgens de rechtbank en het gerechtshof dat het ging om uitdragen van het nazigedachtegoed, strafbaar volgens art. 137c en 137d Sr. Kusters werd veroordeeld tot 6 weken gevangenisstraf, de andere twee tot iets korter.

### 2007
In 2007 veroordeelde de politierechter in Arnhem Kusters tot een werkstraf van 50 uur, een boete van € 500,- en een voorwaardelijke celstraf van een week. De rechter achtte hem schuldig aan smaad vanwege uitlatingen in zijn toespraak tijdens de NVU-demonstratie op 30 september 2006 in Arnhem. Hij had toen oud-voorzitter van de Nationale Alliantie Jan Teijn een ‘pedofiel’ en een ‘vieze smeerlap’ genoemd. In september 2008 werd deze veroordeling bevestigd door het gerechtshof Arnhem.

### 2012
Op 14 augustus 2012 eiste het Openbaar Ministerie in Almelo een werkstraf van veertig uur en een voorwaardelijke gevangenisstraf van twee weken met een proeftijd van twee jaar tegen Kusters wegens discriminatie en aanzetten tot discriminatie voor uitspraken die hij zou hebben gedaan tijdens een NVU-demonstratie in Enschede in 2011. Twee weken na de eis besloot de rechtbank echter het onderzoek tegen Kusters te heropenen, omdat niet duidelijk was of de beledigende uitspraken door Kusters waren gedaan of door Axel Reitz, een Duitse neonazi die ook op de demonstratie had gesproken. Hij werd uiteindelijk veroordeeld tot een taakstraf van 40 uur.

### 2017
In 2017 was Kusters betrokken bij de vervolging van vier deelnemers aan een NVU-demonstratie wegens aanzetten tot discriminatie en antisemitisme.